# Горошко Іван Григорович
Іва́н Григо́рович Горо́шко (1913—1990) — радянський військовик, в роки Другої світової війни — командир відділення 289-го гвардійського стрілецького полку 97-ї гвардійської стрілецької дивізії 5-ї гвардійської армії, гвардії сержант. Повний кавалер ордена Слави (1946), позбавлений нагород у 1950 році.

## Життєпис
Народився у селі Новоселівка, нині Новоукраїнського району Кіровоградської області, в селянській родині. Українець. Закінчив 6 класів школи. У 1931 році виїхав на заробітки: працював на руднику у Вірменії, згодом переїхав на Донбас. У 1935—1938 роках проходив дійсну військову службу, по завершенні якої працював у будівельній організації в Макіївці Донецької області.
З початком німецько-радянської війни вдруге був призваний до лав РСЧА у липні 1941 року і направлений до 170-го запасного стрілецького полку. Брав участь у боях за Дніпродзержинськ Дніпропетровської області. Під час переправи через Дніпро плот, на якому перебував І. Г. Горошко з кулеметною обслугою, був розбитий артилерією ворога. Діставшись берега, деякий час переховувався у місцевих жителів.
У жовтні 1941 року дістався Макіївки, де проживала родина. Пішов на службу в міську поліцію. У серпні 1942 року, як неблагонадійний, був звільнений з поліції, перебивався випадковими заробітками. Влітку 1943 року разом з сім'єю втік до родичів у Кіровоградську область, де переховувався до повернення Червоної армії.
Після перевірки в органах контррозвідки, у квітні 1944 року втретє був призваний до РСЧА Хмелівським РВК Кіровоградської області. Направлений до 110-ї окремої штрафної роти 5-ї гвардійської армії. Згодом переведений до 289-го гвардійського стрілецького полку 97-ї гвардійської стрілецької дивізії тієї ж армії. Обіймав посаду командира відділення роти автоматників, якою командував гвардії капітан К. Д. Корячко.
У ніч на 31 жовтня 1944 року у складі групи підтримки виконував бойове завдання по захопленню контрольного полоненого в районі села Яблониця (Польща). Коли ворожий кулемет відкрив вогонь по групі захоплення, гвардії сержант І. Г. Горошко, будучи пораненим, підповз до ворожого кулемету і гранатою знищив його обслугу. Завдяки цьому група захопила двох контрольних полонених.
26 січня 1945 року, перебуваючи у розвідці північніше станції Лінден (нині — Польща), відділення автоматників під командуванням гвардії сержанта І. Г. Горошка переслідувало супротивника, що відступав. У ході бою було знищено до 30 ворожих солдатів, особисто гвардії сержант Горошко убив 6 і полонив 2 солдатів супротивника.
11 лютого 1945 року у нічному бою за населений пункт Тейхлінден (нині — Польща) гвардії сержант І. Г. Горошко з групою автоматників під прикриттям темряви проникнув у тил ворога у розгромив транспортну колону, що рухалась на допомогу гарнізону Тейхліндена. Вогнем з автомата та в рукопашній сутичці особисто знищив понад 10 солдатів супротивника.
Демобілізований у листопаді 1945 року. Повернувся у село Березівка, нині Маловисківського району Кіровоградської області, де працювала його дружина. Працював слюсарем на цукровому заводі в селищі Ульянівка Кіровоградської області.
Навесні 1949 року заарештований органами НКВС СРСР за звинуваченням у зраді батьківщині і службі в поліції. 16 травня 1950 року військовим трибуналом Харківського гарнізону засуджений за статтею 54-1 «б» КК УРСР до 15 років позбавлення волі з відбуттям у виправно-трудових таборах.
У 1955 році амністований зі зняттям судимості. Переїхав у Макіївку, працював на Макіївській дільниці Донецького БУ № 44 «Термоізоляції».

## Нагороди
Нагороджений орденом Вітчизняної війни 2-го ступеня (11.03.1985) і ювілейними медалями.
Також був нагороджений орденами Слави 1-го (15.05.1946), 2-го (17.05.1945) та 3-го (04.11.1944) ступенів, медалями «За відвагу», «За перемогу над Німеччиною», «За визволення Праги».